# Musikjahr 1551
Liste der Musikjahre

◄◄ | ◄ | 1547 | 1548 | 1549 | 1550 | Musikjahr 1551 | 1552 | 1553 | 1554 | 1555 | ► | ►►

Weitere Ereignisse
Dieser Artikel behandelt das Musikjahr 1551.

## Ereignisse

### Heiliges Römisches Reich

#### Hofkapelle von Kaiser Karl V.
- Thomas Crécquillon ist seit dem Jahr 1540 „maistre de la chapelle“ am Hof von Kaiser Karl V.
- Nicolas Payen wirkt seit 1540 in der Hofkapelle von Kaiser Karl V. als clerc d’oratoire und chapelain des hautes messes.
- Jacobus Vaet verlässt Ende 1551 oder Anfang 1552 die Dienste von Kaiser Karl V. und geht an die Kapelle von Erzherzog Maximilian nach Wien, wo er bis zu seinem Tod bleiben wird.

#### Hofkapelle der Regentin Maria von Ungarn
- Benedictus Appenzeller ist seit 1536 Sänger am habsburgischen Hof der Regentin Maria von Ungarn in Brüssel und seit 1537 Leiter der Chorknaben (maître des enfants). 1551 begleitet er seine Dienstherrin auf einer Reise nach Augsburg und München.

#### Hochstift Lüttich
- Ludovicus Episcopius wirkt ab 19. Oktober 1545 als zangmeester an der Kollegiatkirche St. Servatius in Maastricht. Er bekommt mehrere Benefizien und wird Mitglied der Bruderschaft der Kapläne als einer der scriptores chori. Diese Stellung behält er bis ins Jahr 1566.
- Jean De Latre ist seit November 1544 in der Nachfolge von Adam Lauri succentor an der Kirche St. Martin in Lüttich. Er leitet die Kapelle der Kirche fast 20 Jahre lang mit Geschick und Erfolg. Ebenfalls seit 1544 wirkt De Latre als Kapellmeister des Lütticher Fürstbischofs Georg von Österreich, einem humanistisch gesinnten Musikfreund. Hier hat er den Nutzen wichtiger Kontakte zu anderen Künstlern wie Lambert Lombard (1506–1566) und Franciscus Florius (1516–1570) und zu weiteren wichtigen Personen im Umkreis des Bischofs.

#### Grafschaft Holland
- Cornelis Boskoop ist ab dem 1. Mai 1551 bis Frühjahr 1554 Organist an der Grote Kerk in Alkmaar.

#### Grafschaft Flandern
- Jacobus Clemens non Papa, der von 1. Oktober bis zum 24. Dezember 1550 als Sänger und Komponist im Dienst der Marienbruderschaft in ’s-Hertogenbosch stand, hält sich – worauf wenige Hinweise deuten – danach in Ypern auf.
- Christian Hollander ist als „Christiaen Janszone, gheseyed de Hollandere“ seit dem 1. Juni 1549 Singmeister an der Kirche St. Walburga in Oudenaarde. Diese Stellung hat er bis 1557 inne.

#### Herzogtum Brabant
- Jan van Wintelroy wird am 19. Juli 1551 zum Chorleiter der Marienbruderschaft (niederländisch: Illustre onze liewe vrouwe broederschap) in ’s-Hertogenbosch ernannt und übt diese Aufgabe über 20 Jahre lang bis zum 30. Juni 1574 aus.

#### Markgrafschaft Antwerpen
- Antoine Barbé hat – nach den Akten der Kathedrale von Antwerpen – von 1527 bis 1562 die Stelle des Kapellmeisters inne.
- Tielman Susato, der 1543 in Antwerpen ein dreijähriges Druckerprivileg erhalten und hier eine Druckerei eröffnet hat, verlegt diese im Jahr 1551 in das Haus „Den Cromhorn“ im Norden von Antwerpen. Susato bringt in den Jahren zwischen 1543 und 1561 drei Bände mit Messkompositionen heraus, 19 Motetten- und 22 Chansonbücher, darüber hinaus eine Serie mit elf Bänden Musyck Boexken. Seine Publikationen sind in der Mehrheit Sammelbände mit Werken mehrerer Komponisten. Seit 1531 ist Susato Mitglied der Antwerpener Stadtmusikanten; er spielt die Instrumente Flöte, Blockflöte, Krummhorn, Feldtrompete und Posaune und hat vielleicht auch die abendlichen Andachten der Bruderschaft begleitet.
- Gérard de Turnhout ist seit dem Jahr 1545 Chorsänger an der Liebfrauenkirche in Antwerpen.

#### Tournai
- Nicolas Gombert ist Kanoniker in Tournai, wo er seit 1534 eine kirchliche Sinekure innehat. Sein Name erscheint nicht in der Liste der Geistlichen, die in Tournai Messen gelesen haben, und er übt wohl keine priesterlichen Funktionen mehr aus. Hier dürfte er auch Pierre de Manchicourt kennen gelernt haben.
- Pierre de Manchicourt ist seit 1545 Kapellmeister und Lehrer der Chorknaben an der Kathedrale von Tournai.

#### Vereinigte Herzogtümer Jülich-Kleve-Berg
- Martin Peudargent ist Hofkomponist in den Diensten von Wilhelm V. von Jülich-Kleve-Berg.

#### Kurfürstentum Sachsen
- Wolfgang Figulus, der von 1549 bis 1551 als Thomaskantor der Thomasschule in Leipzig gewirkt hat, ist von 1551 bis zu seiner Pensionierung 1588 Kantor und Lehrer an der Fürstenschule in Meißen. Er unterrichtet die Fächer Musik, Latein und Religion und sorgt für die musikalische Gestaltung der Gottesdienste in der Afrakirche. Am 27. Dezember 1551 heiratet er Anna Schönfelder, mit der er vier Söhne und fünf Töchter haben wird.
- Hermann Finck ist seit 1545 Student an der Universität Wittenberg. Hier wird er ab dem Jahr 1554 Gesang und Instrumentalmusik lehren.
- Nikolaus Selnecker studiert seit dem 29. April 1550 an der Universität Wittenberg. Die Freundschaft seines Vaters mit Philipp Melanchthon öffnet ihm das Haus des Präzeptors.
- Antonio Scandello, der 1549 mit fünf weiteren „welschen Musikern“ von Kurfürst Moritz von Sachsen bei einer Italienreise eingestellt wurde, ist Mitglied der Dresdner Hofkapelle.

#### Erzstift Magdeburg
- Martin Agricola ist Kantor in Magdeburg.

#### Herzogtum Bayern
- David Köler, dem ein Stipendium den Besuch der Lateinschule in Zwickau ermöglicht hatte, studiert ab 1551 in Ingolstadt.

#### Reichsstadt Nürnberg
- Adrianus Petit Coclico, der von 1547 bis 1550 am Hof von Herzog Albrecht von Brandenburg in Königsberg tätig war, ist seit Ende 1550 in Nürnberg und findet Aufnahme im Haus des Musikverlegers Johann Berg.
- Georg Forster lebt seit 1548 in Nürnberg, wo er zum Leibarzt von Abt Friedrich zu Hailsbronn ernannt wurde. In Nürnberg bleibt er 20 Jahre bis zu seinem Tod.

#### Kurpfalz
- Jobst von Brandt ist seit 1548 Hauptmann in Waldsassen (Oberpfalz) und Verwalter des dortigen Klosters sowie Pfleger von Liebenstein bei Tirschenreuth.
- Sebastian Ochsenkun ist seit 1544 Lautenmeister am kurpfälzischen Hof in Heidelberg.

#### Freiburg im Breisgau
- Glarean ist seit 1529 Professor der Poetik in Freiburg im Breisgau. Dort lehrt er bis zu seiner Emeritierung 1560 Poetik, Geschichte und Geografie.

#### Herzogtum Württemberg
- Sigmund Hemmel ist seit 1544 Tenorist in der Hofkapelle von Herzog Ulrich von Württemberg in Stuttgart.

#### Straßburg
- Wolfgang Dachstein ist seit 1541 Organist am Straßburger Münster und zugleich Musiklehrer am dortigen Gymnasium. Er fügt sich dem Augsburger Interim und bleibt dadurch in seinem Amt.

#### Erzherzogtum Österreich
- Arnold von Bruck, der seit der zweiten Jahreshälfte 1527 in Wien Kapellmeister des österreichischen Regenten Erzherzog Ferdinand (des späteren Königs und Kaisers Ferdinand I.) war, lebt ab dem Jahr 1548 nachweislich in Linz, wo er schon seit dem Jahr 1543 an der Trinitätskapelle des Linzer Doms die hochangesehene und bestdotierte Dreifaltigkeitspfründe (Beneficium Sanctae Trinitatis) besitzt; dienstliche Pflichten muss er hier nicht wahrnehmen.
- Jakob Buus, der seit dem 15. Juli 1541 Organist der 2. Orgel des Markusdoms in Venedig war und im Spätherbst 1550 vier Monate Urlaub zur Regelung persönlicher Dinge bekam, in welchem er nach Wien reiste, verbleibt als Mitglied der kaiserlichen Hofkapelle und Organist in Wien. Dem Wechsel vorausgegangen ist Ende März 1551 ein Briefwechsel zwischen Venedig und dem venezianischen Gesandten in Wien wegen des Verbleibs von Jakob Buus. Am 5. Mai 1551 berichtet der Gesandte, Buus würde zurückkehren, wenn man ihm jährlich ein Gehalt von 200 Dukaten bieten würde. Daraufhin entscheidet sich das Leitungsgremium von San Marco anders und vergibt die Stelle an Girolamo Parabosco, einen Schüler von Adrian Willaert.

#### Königreich Böhmen
- Nikolaus Herman ist Kantor und Lehrer an der Lateinschule in St. Joachimsthal. Hier arbeitet er unter anderem mit Johannes Mathesius zusammen, der dort ab 1532 als Rektor der Schule und ab 1540 als Pfarrer amtiert.

#### Alte Eidgenossenschaft
- Loys Bourgeois ist spätestens seit 1545 Kantor und Lehrer an der Kathedrale Saint-Pierre und in der städtischen Pfarrei Saint-Gervais in Genf. Am 3. Dezember 1551 muss er für einen Tag ins Gefängnis, weil er ohne Erlaubnis die Melodien gedruckter Psalmen geändert hatte. Erst durch Johannes Calvins persönliche Intervention kommt er wieder frei.
- Guillaume Franc ist seit 1545 Kantor an der Kathedrale und Lehrer an der Akademie in Lausanne.
- Homer Herpol, ein Schüler von Heinrich Glarean in Freiburg im Breisgau, ist seit 1550 Kantor an der Kirche St. Nikolaus in Freiburg (Schweiz).

#### Herzogtum Modena und Reggio
- Cipriano de Rore, der 1546 von Herzog Ercole II. d’Este (1508–1559) als Kapellmeister an seinen Hof nach Ferrara geholt wurde, wirkt hier fast zwölf Jahre lang fast ohne Unterbrechung, nachdem Ferrara zuvor schon als herausragendes Zentrum der Künste, besonders der Musik, bekannt ist. Während dieser Zeit schreibt de Rore dort mindestens 107 Werke für die Familie d’Este sowie für Mitglieder der geistlichen und weltlichen Oberschicht Europas. Seine Werke sind größtenteils in sieben Madrigalbüchern erhalten.

#### Herzogtum Toskana
- Paolo Aretino, der bis 1547 als Kantor am Dom von Arezzo gewirkt hat, ist danach bis zu seinem Tode im Jahr 1584 an Santa Maria della Pieve, ebenfalls in Arezzo, tätig.
- Francesco Corteccia steht seit dem Jahr 1539 im Dienst der Familie de’ Medici und bekleidet die Stelle des Kapellmeisters am Hofe des Herzogs Cosimo I.
- Nicolao Dorati wirkt seit 1543 in der Stadtkapelle von Lucca, zunächst als Posaunist und ab 1557 für über zwanzig Jahre als Kapellmeister.
- Matteo Rampollini steht in den Diensten der Medici in Florenz. Zwischen 1547 und 1552 lebt er anscheinend mit seinem Bruder Jacopo im Viertel Santa Croce zusammen.

### Königreich England

#### Chapel Royal von Eduard VI.
- Thomas Tallis, der 1543 zum „Gentleman of the Chapel Royal“ – also zum „Gentleman“ der Königlichen Kapelle – in London ernannt wurde, bekleidet dieses Amt in den folgenden vierzig Jahren.
- Philip van Wilder hat ab 1551 die Aufgabe, in ganz England Sängerknaben für die königliche Kapelle anzuwerben.

#### Diözese Ely
- Christopher Tye, der an der Universität Cambridge studierte und dort und in Oxford im Fach Musik promovierte, ist seit ca. 1543 Master of the Choristers an der Kathedrale von Ely und hat diese Stellung bis 1561 inne.

### Königreich Frankreich

#### Chapelle Royale von Heinrich II.
- Jacotin Le Bel ist Mitglied der Hofkapelle des französischen Königs Heinrich II.
- Pierre Sandrin ist von 1549 bis 1560 Kanonikus der Chapelle Royale.
- Claudin de Sermisy ist Mitglied der Hofkapelle. Seit dem Jahr 1533 ist der Komponist als sous-maître über alle Musiker der königlichen Kapelle tätig; die administrative Leitung hat Kardinal François de Tournon, ein enger Vertrauter des Königs. Als sous-maître leitet de Sermisy die Aufführungen der etwa 40 erwachsenen Sänger und sechs Chorknaben, welche die königliche Kapelle während der 1530er und 1540er Jahre besitzt; darüber hinaus ist er für das Wohl der Knaben verantwortlich und hat die Aufsicht über die liturgischen und musikalischen Bücher der Kapelle. Er übt dieses Amt bis etwa 1553 aus und teilt sich den Titel und die Aufgaben 1547–1553 mit Hilaire Rousseau.

#### Lyon
- Die von Henry Fresneau überlieferten Kompositionen lassen den Schluss zu, dass er seit 1538 und bis 1554 in Lyon gewirkt hat.
- François Roussel, der von 1548 bis 1550 als Kapellmeister der Cappella Giulia am Petersdom in Rom tätig war, wirkt in den 1550er Jahren möglicherweise in Lyon.

#### Paris
- Pierre Attaingnant, der um 1527/1528 eine Variante des Notendrucks erfunden hat, die das Drucken in einem Arbeitsgang erlaubt, veröffentlicht von 1528 bis 1552 in Paris mehr als 50 Chansonsammlungen und einige „Tanzbücher“.
- Pierre Certon wirkt seit 1529 in Paris an Notre-Dame und ist hier seit 1542 Leiter des Knabenchores.
- Claude Goudimel studiert wahrscheinlich seit 1549 und bis 1557 an der Universität Paris. Im Verlagshaus von Nicolas Du Chemin (1520–1576) bekommt er 1551 das Amt eines Korrektors. Im Jahr 1551 erscheint hier auch sein erstes Buch mit motettischen Psalmbearbeitungen und zwischen 1549 und 1554 seine ersten Chansons.
- Clément Janequin, der seit 1534 Kapellmeister der Kathedrale von Angers war, steht seit 1549 in Paris in den Diensten des Herzogs von Guise.
- Adrian Le Roy, der aus einer Kaufmannsfamilie stammt, gründet 1551 in Paris mit seinem Vetter Robert Ballard einen Musikverlag, als dessen musikalischer Leiter er fungiert. In kurzer Zeit gelangte er an die Spitze der Pariser Gesellschaft und begegnet in den Pariser Salons vielen anderen Künstlern seiner Zeit.

### Italienische Staaten

#### Kirchenstaat
- Jakob Arcadelt, der am 28. Mai 1547 nach Rom zurückgekehrt war, war seitdem wieder als maestro di cappella in der Capella Sistina tätig. Da Giovanni Pierluigi da Palestrina im September 1551 die erste Stelle des Magister capellae einnimmt, kann zu dieser Zeit das Ausscheiden Arcadelts aus der päpstlichen Kapelle angenommen werden.
- Leonardo Barré, ein Schüler von Adrian Willaert in Venedig, ist seit 1537 Sänger der päpstlichen Kapelle in Rom. Diese Anstellung behält er bis 1555.
- Ghiselin Danckerts ist seit 1538 Sänger der päpstlichen Kapelle in Rom. Er wird dieses Amt bis 1565 ausüben.
- Domenico Ferrabosco, der seit 1546 Kapellmeister der Cappella Giulia am Petersdom in Rom ist, wird 1551 Sänger der päpstlichen Kapelle.
- Orlando di Lasso, der ab Herbst 1544 für Ferrante I. Gonzaga, Vizekönig von Sizilien und Feldherr von Kaiser Karl V. tätig war, steht mit knapp 20 Jahren, zwischen Dezember 1551 und Mai 1552, im Dienst von Antonio Altoviti, Erzbischof von Florenz, der sich infolge einer Familienfehde nach Rom abgesetzt hat. Welche Funktion der junge Komponist bei ihm innehat, ist nicht überliefert. Musikhistoriker halten es für möglich, dass Ferrante seinen Schützling Orlando bewusst zu diesem frankophilen Würdenträger entsandt hat, um durch ihn Informationen über dessen politische Absichten zu erlangen. Altoviti ist Musikkenner und unterstützt den Komponisten Giovanni Animuccia (um 1514–1571), der in einer Widmung 1552 von einer „neuen Musik“ spricht, womit er auf die aktuelle Kontroverse über Tongeschlechter zwischen Nicola Vicentino und Vicente Lusitano seit Juni 1551 in Rom anspielt.
- Giovanni Pierluigi da Palestrina wird am 1. September 1551 als Nachfolger von Rubinus Mallapert (um 1520–1573) zum magister cantorum ohne das übliche Prüfungsverfahren an der Cappella Giulia der Peterskirche in Rom berufen, möglicherweise durch Protektion des Bischofs seiner Heimatstadt Giovanni Maria Ciocchi, des späteren Papstes Julius III. (Amtszeit 1550–1555).
- Giaches de Wert, der wahrscheinlich vom Grafen von Novellara und Bagnolo, Giulio Cesare Gonzaga, aufgezogen wurde, erhält seine weitere Ausbildung nach dem Tod des Grafen von dessen Neffen, Graf Alfonso I. Gonzaga, der – wie sein Onkel – hohe Ämter am päpstlichen Hof in Rom innehat. Wert hält sich ab 1551 großenteils in Novellara, der Residenzstadt dieses Zweigs der Familie Gonzaga auf.

#### Markgrafschaft Montferrat
- Jachet de Mantua ist spätestens seit 1535 Magister der Kapellknaben und Kapellmeister an der Kathedrale St. Peter und Paul in Mantua. In Mantua hat er durch seine direkte Unterstellung unter den Kardinal eine Sonderstellung inne. Seine Bekanntheit beruht auch auf zahlreichen Veröffentlichungen seiner Werke, mit der Folge, dass sehr viele zeitgenössische Autoren sich in ihren Schriften mit seinem Wirken auseinandersetzen.

#### Herzogtum Urbino
- Dominique Phinot ist – wie zwei Dokumente aus dem Archiv der Stadt Urbino, datiert auf den 26. März 1545 und auf den 20. November 1555, belegen – bei Herzog Guidobaldo II. von Urbino angestellt.

#### Republik Venedig
- Baldissera Donato ist seit 1550 als Sänger (zunächst an San Marco in Venedig) aktiv und wirkt auch in der Ausbildung der Sänger.
- Antonio Gardano, der seit 1532 in Venedig lebt und hier einen Musikverlag und eine Druckerei gegründet hat, gibt zwischen 1538 und 1569 rund 450 Publikationen, vor allem Madrigale und geistliche Musik heraus. Von den noch 388 erhaltenen Drucken sind nur zwei nicht musikalischen Inhalts.
- Gioseffo Guami soll sich zwischen 1550 und 1560 in Venedig aufgehalten haben und dort Schüler von Adrian Willaert und Annibale Padovano gewesen sein.
- Francesco Londariti, der 1549 als bereits berühmter Musiker Kreta verlassen hat, hat eine Anstellung als Cantore (Sänger) am Chor des Markusdoms in Venedig unter dem Kapellmeister Adrian Willaert. Aus dieser Position hat er Zugang zu Venezianer Adelskreisen, in denen Kunst, Musik und Literatur stark gefördert werden und wo er zu den angesehensten Musikern zählt.
- Girolamo Parabosco, der einige Zeit durch die norditalienischen Städte gereist ist, kommt zurück nach Venedig und wird erster Organist am Markusdom.
- Francesco Patavino ist in Treviso als Kapellmeister tätig. In Dokumenten aus Treviso ist er bis 1551 nachweisbar, danach verliert sich seine Spur.
- Costanzo Porta, der Franziskaner war und dem Konvent in Casalmaggiore angehörte, lebt seit 1549 in Venedig und ist dort Schüler des Komponisten Adrian Willaert.
- Vincenzo Ruffo, der nach der Priesterweihe zunächst nur geistliche Ämter in Verona und Mailand versah, wirkt ab 1551 – nach der Rückkehr in seine Heimatstadt Verona – als Maestro di musica an der Accademia Filarmonica.
- Adrian Willaert ist seit dem 12. Dezember 1527 Domkapellmeister zu San Marco in Venedig. Der Komponist behält dieses Amt 35 Jahre lang bis zu seinem Tod; erst durch sein Wirken bekommt diese Stelle ihre in ganz Europa herausragende Bedeutung.

### Königreich Polen

#### Hofkapelle von Sigismund II. August
- Valentin Bakfark ist von 1549 bis 1566 Lautenist am Hof des polnischen Königs und Großfürsten von Litauen Sigismund II. August in Vilnius.
- Mikołaj Gomółka lebt am Hof von König Sigismund II. August von Polen. Seit 1548 ist er Schüler eines königlichen Fistulators (hervorragende Instrumentalisten des Königs) namens Jan Klaus, bei dem er 10 Jahre verbringt.
- Wacław z Szamotuł ist seit dem 6. Mai 1547 Mitglied der königlichen Kapelle von König Sigismund II. August von Polen in Vilnius.

### Spanien

#### Hofkapelle von Karl I.
- Cornelius Canis ist seit Juni 1542 Nachfolger von Thomas Crécquillon als Hofkapellmeister der Grande Chapelle von Karl I. in Madrid. Ab 19. Juni 1551 hat Canis kaiserliche Pfründen an St. Bavo in Gent inne.
- Antonio de Cabezón unternimmt als Hoforganist Karls I. und später Philipps II. zwei Reisen quer durch Europa (von 1548 bis 1551 und von 1554 bis 1556) und lernt bedeutende Musiker anderer Höfe kennen. Dabei gibt es offensichtlich gegenseitige Beeinflussungen, so dass Cabezón einen wesentlichen Beitrag Spaniens zur Entwicklung der Musik für Tasteninstrumente leisten kann.

#### La Seu d’Urgell
- Joan Brudieu ist seit 1548 Kapellmeister auf Lebenszeit der Kathedrale von La Seu d’Urgell. Diese Position behält er – mit Unterbrechungen – bis kurz vor seinem Tode 1591.

#### Malaga
- Cristóbal de Morales, der zuvor als Kapellmeister an der Kathedrale von Toledo wirkte, wird 1551 Kapellmeister an der Kathedrale von Málaga. Er muss diese Tätigkeit jedoch schon bald aus gesundheitlichen Gründen aufgeben.

#### Salamanca
- Diego Pisador, der nach dem Tod seiner Mutter im Jahr 1550 nach Salamanca zurückgekehrt ist, hat dort einen längeren Erbschaftsprozess (1550–1553) mit seinem jüngeren Bruder.

#### Sevilla
- Francisco Guerrero, der seit 1546 Kapellmeister der Kathedrale von Jaén war, wurde 1551 als Assistent von Kapellmeister Fernández de Castileja und als Chorregent an der Kathedrale von Sevilla eingestellt.
- Alonso Mudarra ist seit dem 18. Oktober 1546 Kanoniker an der Kathedrale von Sevilla. In dieser Stadt hat er einen bedeutenden Einfluss auf das Musikleben und bleibt dort noch 34 Jahre bis an sein Lebensende. Zu seinen Aufgaben an der Kathedrale gehört die Leitung aller musikalischen Aktivitäten. Hierzu gehören die Beauftragung von Instrumentalisten, der Kauf und die Leitung des Aufbaus einer neuen Orgel und die enge Zusammenarbeit mit Komponisten für die vielfältigen festlichen Anlässe.

## Gründungen
- In Paris wird der Musikverlag Le Roy & Ballard von den Vettern Adrian Le Roy und Robert Ballard gegründet. Am 14. August 1551 erhält der Musikverlag das königliche Druckprivileg von Heinrich II.

## Instrumentalmusik

### Für drei Instrumente
- Vincenzo Ruffo – La brava: Noten und Audiodateien im International Music Score Library Project
- Adrian Willaert – Fantasie, Recercari, Contrapunti a 3 voci, Libro 1: Noten und Audiodateien im International Music Score Library Project; darin:
  - Anonymous
    - Recercar Nono: Noten und Audiodateien im International Music Score Library Project
    - Recercar undecimo: Noten und Audiodateien im International Music Score Library Project

  - Antonio Barges
    - Recercar duodecimo: Noten und Audiodateien im International Music Score Library Project
    - Recercar tertiodecimo: Noten und Audiodateien im International Music Score Library Project
    - Ricercar quartodecimo: Noten und Audiodateien im International Music Score Library Project

  - Girolamo Cavazzoni – Recercar quintodecimo: Noten und Audiodateien im International Music Score Library Project
  - Cipriano de Rore – Regina caeli: Noten und Audiodateien im International Music Score Library Project
  - Adrian Willaert
    - Regina caeli: Noten und Audiodateien im International Music Score Library Project
    - Ricercar I: Noten und Audiodateien im International Music Score Library Project
    - Ricercar X: Noten und Audiodateien im International Music Score Library Project

### Für vier Instrumente
- Tielman Susato (Hrsg.)
  - Danserye - Basse Dances: Noten und Audiodateien im International Music Score Library Project
  - Danserye: Noten und Audiodateien im International Music Score Library Project; darin:
    - Allemaingne VI: Noten und Audiodateien im International Music Score Library Project
    - Allemaingne VII: Noten und Audiodateien im International Music Score Library Project
    - Dont vient cela: Noten und Audiodateien im International Music Score Library Project
    - La mourisque: Noten und Audiodateien im International Music Score Library Project
    - Passe et Medio: Noten und Audiodateien im International Music Score Library Project
    - Ronde I: Pour quoy: Noten und Audiodateien im International Music Score Library Project

### Für Gitarre
- Adrien Le Roy – Tabulature de guiterre, Livre 1: Noten und Audiodateien im International Music Score Library Project; darin:
  - Almande: Noten und Audiodateien im International Music Score Library Project
  - Branle Simple: Noten und Audiodateien im International Music Score Library Project

### Für Tasteninstrument
- Anonymous – Fusi Pavan: Noten und Audiodateien im International Music Score Library Project
- Antonio Gardano – Intabolatura Nova di Balli (25 Stücke (Galliarden, Pavanen und Passamezzi) für Cembalo, Spinett oder Clavichord verschiedener, nicht genannter Komponisten); darin:
  - Passamezzo Pass'e mezo nuovo I: Noten und Audiodateien im International Music Score Library Project
  - Passamezzo Pass'e mezo nuovo II: Noten und Audiodateien im International Music Score Library Project
  - Passamezzo Pass'e mezo nuovo III: Noten und Audiodateien im International Music Score Library Project

## Vokalmusik

### Geistlich
- Anonymous – Ein Geistlich Lied von auffersteung der Todten zu einer Stimme: Noten und Audiodateien im International Music Score Library Project
- Loys Bourgeois – Old Hundredth zu vier Stimmen (vgl. Old Hundredth zu vier Stimmen: Noten und Audiodateien im International Music Score Library Project)
- Claude Goudimel
  - Missa Il ne se treuve en amitié zu vier Stimmen, Paris: Nicolas du Chemin
  - 8 Bücher Pseaumes de David […] mis en musique au long (en forme de motetz) zu drei bis sechs Stimmen, Paris 1551–1566; das 5. Buch ist unvollständig
  - 10 lateinische Motetten zu drei bis fünf Stimmen, Paris, in Sammeldrucken von Du Chemin
- Christian Hollander – Motette Nigra sum sed formosa, auch Crécquillon zugeschrieben, in Primus liber septem decim continet […], Paris
- Vicente Lusitano – Motetten Liber primus epigramatum zu fünf Stimmen: Noten und Audiodateien im International Music Score Library Project
- Erasmus Rotenbucher – Bergkreyen, Nürnberg: Johann vom Berg & Ulrich Neuber (38 geistliche Lieder): Noten und Audiodateien im International Music Score Library Project
- Johann Walter – Gelobet seist du, Jesu Christ

### Weltlich
- Giovanni Animuccia – zweites Buch mit Madrigalen zu fünf Stimmen, Rom
- Anonymous – Canzonetta Se pur ti guardo zu vier Stimmen: Noten und Audiodateien im International Music Score Library Project
- Jakob Arcadelt – Madrigal Quand’io pens’al martire zu vier Stimmen: Noten und Audiodateien im International Music Score Library Project
- Perissone Cambio
  - Kanzone Li nostri preti han questa bona usanza zu vier Stimmen: Noten und Audiodateien im International Music Score Library Project
  - Villanelle Ve voglio dire donne zu vier Stimmen: Noten und Audiodateien im International Music Score Library Project
  - Kanzone Zucharo porti dentro zu vier Stimmen: Noten und Audiodateien im International Music Score Library Project
- Nicolas Du Chemin – 27 Chansons nouvelles, Livre 9: Noten und Audiodateien im International Music Score Library Project
  1. Claude Gervaise: Je ne cognois femme en ceste contrée
  2. Claude Goudimel: Faisons le dire mensonger
  3. Claude Goudimel: Si l’amyitié n’est que conjonction
  4. Jean Maillard: Si je cuidois
  5. Jakob Arcadelt: Je ne suis pas si sot berger
  6. Maximilian Guilliaud: A ce matin d’un beau bouquet de rose
  7. N. Marcadet: Je suis honteux et n’ose découvrir
  8. Simon de Bonnefond: Las, si amour nouveau conseil n’apporte
  9. Thomas Crécquillon: Si Salamandre en flamme vit c’est peu
  10. Petrus Symon: Mais dont vient que vous, demoiselles
  11. Nicolas de Marle: Amour du coeur vient et prend sa naissance
  12. Thomas Crécquillon: Amour et moy avons faict accointance
  13. De Boulland: Tant plus sur toy sont arrestez mes yeulx
  14. Estienne Du Tertre: Las, si tu as plaisir en mon ennuy
  15. Clément Janequin: Chasse rigueur loing de toy qui es belle
  16. Jacobus Clemens non Papa: Au joly bocquet croist la violette: Noten und Audiodateien im International Music Score Library Project
  17. Laurent Bonard: Amour voyant le travail soucieux
  18. Clément Janequin: L’aveuglé Dieu qui partout vole nul
  19. Cyron: Si j’estois mariée à mon amy
  20. De Boulland: Dame excellente, en vertu bien apprise
  21. M. Raoult: Ayant servy soubs faveur de l'attente: Noten und Audiodateien im International Music Score Library Project
  22. Le Rat: O cruaulté logée en grant beaulté
  23. Pierre Certon: En ce verd moys, temps opportun
  24. Thomas Crécquillon: Mon povre cueur qui sans aulcun repos
  25. Thomas Crécquillon: C’est a grand tort qu’on dict que le penser
  26. Estienne Du Tertre: Ne vous faschez si me voyez jaloux
  27. Claude Goudimel: Rien plus ne quiers, ma dame me contente
- Baldissera Donato
  - Canzonetta Chi la gagliarda zu vier Stimmen: Noten und Audiodateien im International Music Score Library Project
  - Kanzone No pulice m'entrato nell' orecchia zu vier Stimmen: Noten und Audiodateien im International Music Score Library Project
  - Kanzone Non t'ho possuto mai, donna mostrare zu vier Stimmen: Noten und Audiodateien im International Music Score Library Project
  - Kanzone O quanto amore sempre t'ho portato zu vier Stimmen: Noten und Audiodateien im International Music Score Library Project
  - Canzonetta Occhi lucenti assai più che le stelle zu vier Stimmen: Noten und Audiodateien im International Music Score Library Project
  - Kanzone Se sai ch'io t'amo e più che me t'onoro: Noten und Audiodateien im International Music Score Library Project
- Tiberio Fabrianese – Kanzone E quando a fato l'ovo la mattina la mia gallina zu vier Stimmen: Noten und Audiodateien im International Music Score Library Project
- Constanzo Festa – erstes Buch mit Madrigalen zu drei Stimmen, veröffentlicht nach dem Tod des Komponisten
- Eliseo Ghibel – Madrigali a 3 voci, Libro 1 (30 Madrigale): Noten und Audiodateien im International Music Score Library Project
- Cipriano de Rore
  - Madrigal La bella netta ignuda zu vier Stimmen: Noten und Audiodateien im International Music Score Library Project
  - Madrigal Non è ch'il duol mi scemi zu vier Stimmen: Noten und Audiodateien im International Music Score Library Project
- Tielman Susato (Hrsg.)
  - Het I [-II] musyck boexken, niederländische Lieder zu vier Stimmen
  - Het III musyck boexken, Tänze zu vier Stimmen
  - 30 Chansons zu vier bis sechs Stimmen in acht Auflagen, 1543–1552
  - sechs niederländische Lieder

## Geboren

### Geburtsdatum gesichert
- 08. Oktober: Giulio Caccini, italienischer Komponist, Sänger, Gesangslehrer und Instrumentalist († 1618)

### Genaues Geburtsdatum unbekannt
- Giovanni Bassano, italienischer Musiker und Komponist († 1617)

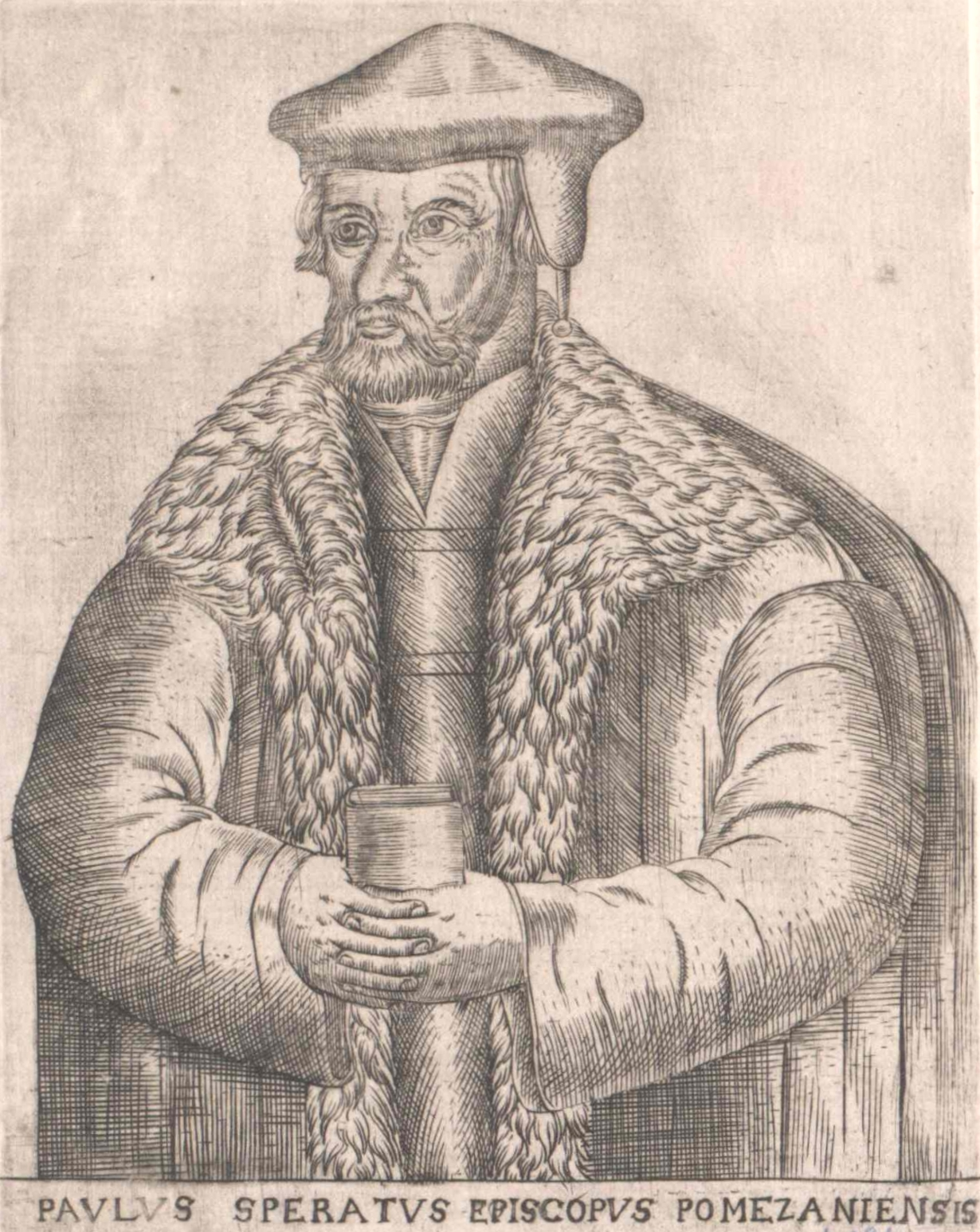
Paul Speratus; † 12. August

- Benedetto Pallavicino, italienischer Komponist († 1601)

### Geboren um 1551
- Scipione Cerreto, Komponist, Lautenist und Musiktheoretiker († um 1633)
- Orfeo Vecchi, italienischer Komponist und Kapellmeister († 1603)

## Gestorben

### Todesdatum gesichert
- 28. Mai: Johannes Aal, Schweizer Theologe, Komponist und Dramatiker (* 1500)
- 12. August: Paul Speratus, katholischer Priester, dann evangelischer Prediger, Reformator und Lieddichter (* 1484)

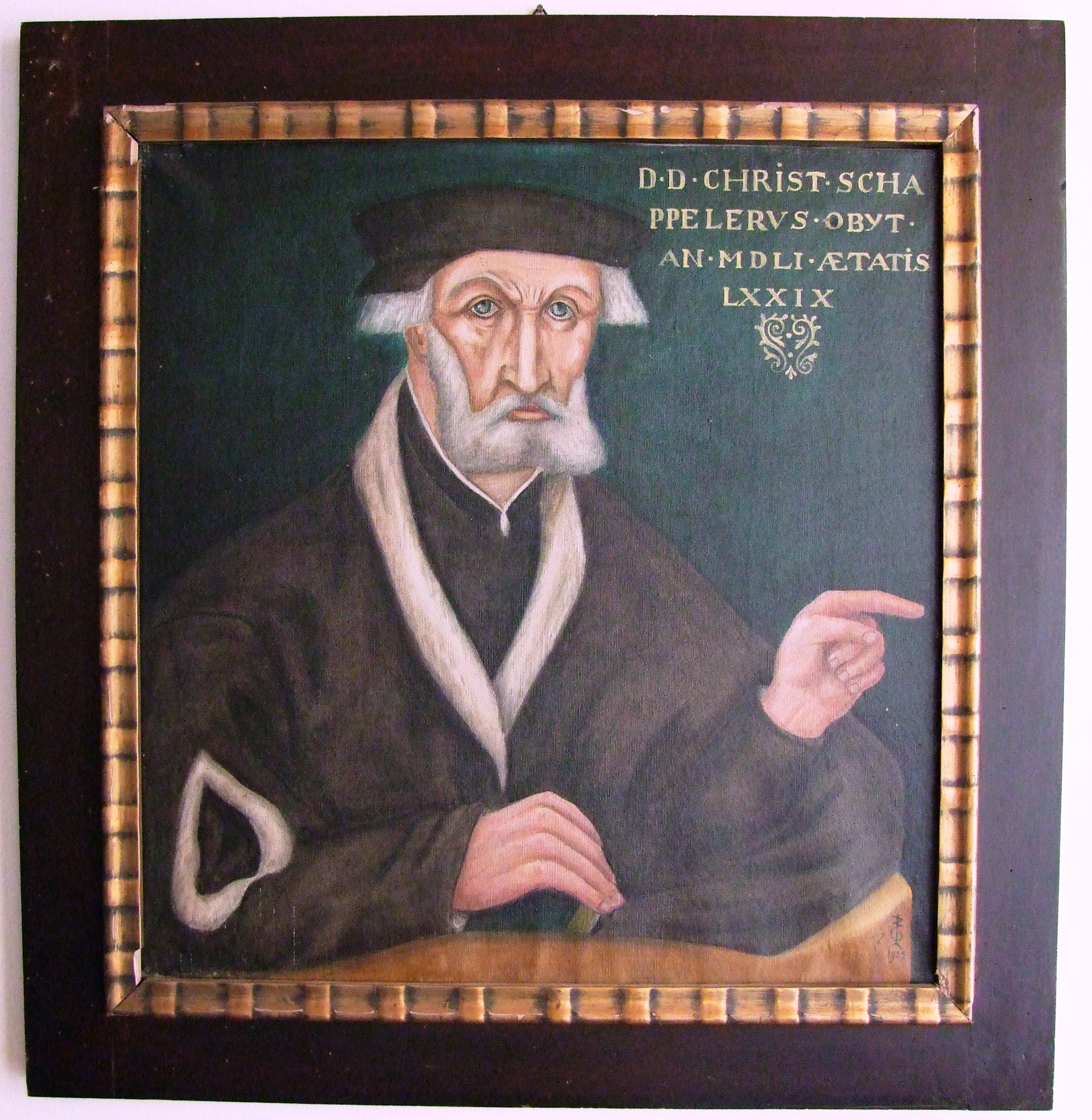
Christoph Schappeler; † 25. August

- 25. August: Christoph Schappeler, evangelischer Theologe, Kirchenlieddichter und Reformator (* um 1472)

### Gestorben um 1551
- Johannes Wannenmacher, Schweizer Komponist (* um 1485)